# Meja (namn)

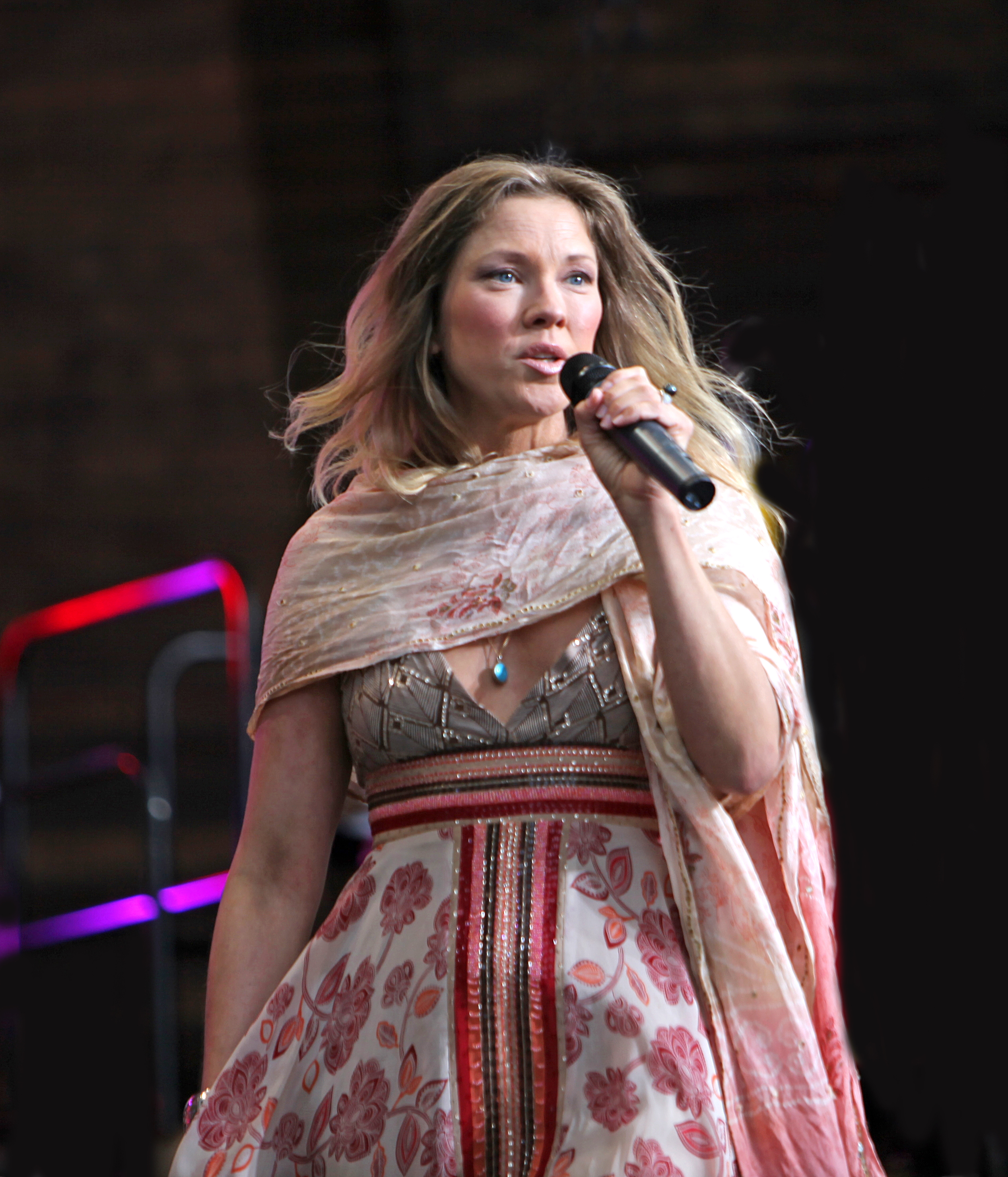
Den svenska sångerskan Meja, 2009.

Meja är ett kvinnonamn som kommer från fornsvenskans ord mäghin, som betyder "kraft", "styrka". Detta namn har funnits i Sverige sedan 1600-talet.
År 2007 fanns det 974 kvinnor i Sverige som hette Meja. Namnet var det 55:e vanligaste namnet bland nyfödda flickor. År 2011 fanns 1896 som hette Meja på 43:e plats i popularitet. Namnet blev populärt när sångerskan Meja slog igenom i början av 1990-talet. Namnet är dokumenterat från medeltiden.
I den finlandssvenska namnsdagslängden har Meja namnsdag 20 juli sedan 2020. I Sverige saknas officiellt en namndag för namnet Meja.